# Commiphora parvifolia
Commiphora parvifolia är en tvåhjärtbladig växtart som först beskrevs av Isaac Bayley Balfour, och fick sitt nu gällande namn av Adolf Engler. Commiphora parvifolia ingår i släktet Commiphora och familjen Burseraceae. Inga underarter finns listade i Catalogue of Life.